# 안동역 급수탑
안동역 급수탑(安東驛 給水塔)은 경상북도 안동시 운흥동에 위치한 옛 안동역에 있는 일제강점기의 건축물이다. 2003년 1월 28일 대한민국의 국가등록문화재 제49호로 지정되었다.

## 개요
1940년에 설치된 시설물로 보존상태가 양호하며, 외부형태는 12각형으로 다른 급수탑에 비해 형태가 독특하고, 기계실 천정이 돔형으로 처리되어 있는 등 전형적인 급수탑의 형태를 보여주고 있다.

## 같이 보기
- 안동역

## 참고 자료
- 안동역 급수탑 - 국가유산청 국가유산포털